# Sen Scypiona

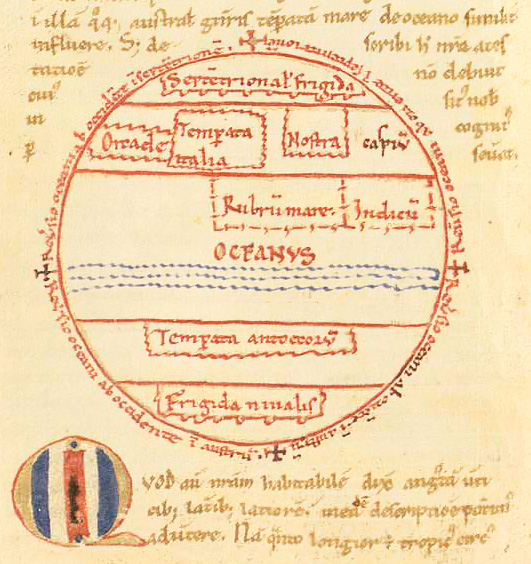
Rysunek Ziemi na podstawie Snu Scypiona. Ilustracja do komentarza Makrobiusza w rękopisie z XII wieku. Kopenhaga, Det Kongelige Bibliotek, ms. NKS 218 4°, fol. 38v.

Sen Scypiona (łac. Somnium Scipionis) – opowiadanie autorstwa Marka Tulliusza Cycerona o eschatologicznej wizji sennej Scypiona Afrykańskiego Młodszego. Cyceron napisał je jako zakończenie wielkiego dzieła „O Rzeczypospolitej” (De re publica), z którego przetrwały tylko fragmenty. Sen Scypiona w rękopisach średniowiecznych zachował się jako osobny utwór. Wywarł on wielki wpływ na europejską literaturę, kulturę, sztukę i naukę.
Cyceron rozpoczął pisać O Rzeczypospolitej w roku 54 p.n.e. Ukończył to dzieło na pewno przed końcem roku 52, gdyż na wiosnę następnego roku było ono już znane w Rzymie. Sen Scypiona powstał więc najprawdopodobniej na jesieni roku 52.
Swoje dzieło wzorował Cyceron na Politei Platona. Platon zakończył rozważania o państwie krótkim opisem życia po śmierci, włożonym w usta niejakiego Era, syna Armeniosa, który powrócił ze świata zmarłych. Cyceron, idąc w ślady Platona, zamknął swoje dzieło podobną w formie, aczkolwiek różną co do treści, wizją. To artystyczne opowiadanie, ze swoim świadomie poetyckim kolorytem i śmiałym pomysłem spojrzenia na Ziemię z perspektywy niebieskich przestworzy, jest jednym ze szczytowych osiągnięć cycerońskiej sztuki pisarskiej.

## Zawartość

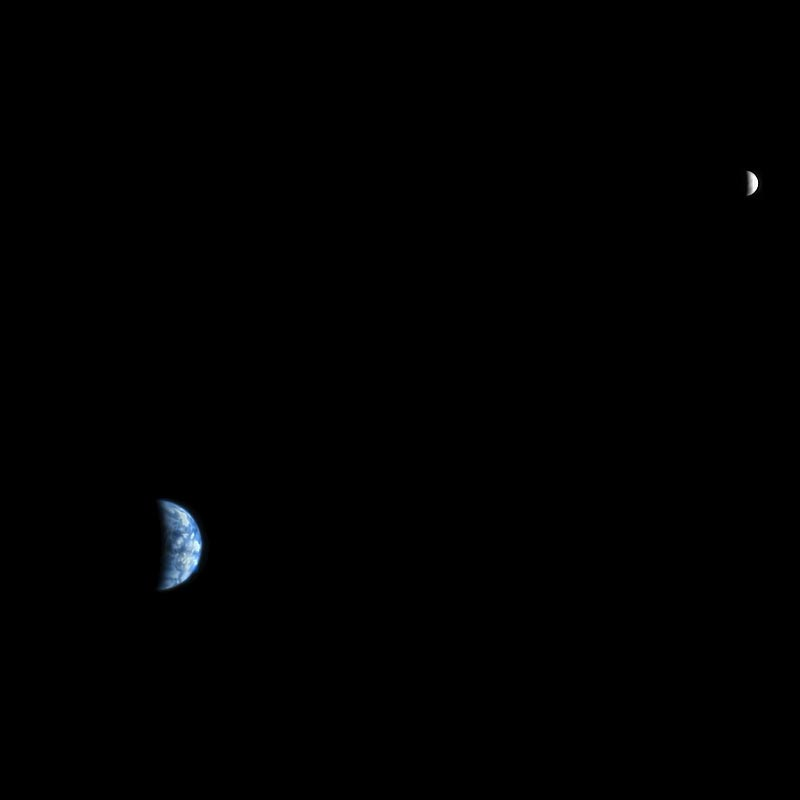
Ziemia i Księżyc sfotografowane przez NASA z orbity Marsa. Ponad 2000 lat przed zrobieniem tego zdjęcia, jego literacką wizję stworzył Cyceron.

Narratorem opowiadania jest Scypion Młodszy, który przybył do Afryki. Podczas spotkania z Masynissą, królem Numidów, rozmawiano długo o czynach dziadka, który adoptował Scypiona, Scypiona Afrykańskiego Starszego. Kiedy później udaliśmy się na spoczynek, ponieważ byłem zmęczony podróżą i czuwaniem do późnej nocy, ogarnął mnie sen głębszy niż zazwyczaj. Wtedy ukazał mi się Afrykańczyk (zapewne dlatego, że o nim mówiliśmy, bo zdarza się, że nasze myśli i rozmowy rodzą we śnie coś takiego jak to, co o Homerze opowiada Enniusz, który widocznie często na jawie myślał o nim i mówił) – w postaci znanej mi bardziej z wizerunku jego niż z natury. Kiedy go poznałem, lęk mnie ogarnął, ale on rzekł: „Oprzytomnij i wyzbądź się obawy, Scypionie, a to, co powiem, zachowaj w pamięci”.
Scypion Starszy uniósł Młodszego do jakiegoś wyniosłego miejsca, usianego gwiazdami i jaśniejącego blaskiem, skąd pokazał mu Kartaginę. Była to najwyższa sfera niebieska, zwana stellatum. Przepowiedział tam przyszłą karierę polityczną i wojskową wnuka. Ostrzegł, że będzie musiał okazać zalety charakteru, zdolności i rozumu, gdy Rzym znajdzie się w niebezpieczeństwie.
Aby umotywować wnuka do wielkich czynów, które czekają go w przyszłości, Scypion Starszy wyjaśnił, że dla wszystkich, którzy ojczyźnie przynieśli ocalenie, którzy ją wspomogli czy rozszerzyli, jest w niebie przeznaczone określone miejsce, gdzie używać będą szczęścia na wieki. Bo dla owego Najwyższego Boga, który rządzi całym światem, nic z tego, co się dzieje tam, na Ziemi, nie jest milsze od społeczności i zgromadzeń ludzkich powiązanych wspólnotą prawa, które nazywamy państwami. Ci, co nimi kierują i zapewniają im trwanie, stąd wychodzą i tutaj powracają.
Młodszy Scypion chciał jednak od razu znaleźć się w niebie. Po cóż tedy przebywamy na Ziemi? – zapytał. Na to pojawił się ojciec Scypiona, Emiliusz Paulus, który wskazał na Drogę Mleczną i małą w stosunku do niej Ziemię. Odpowiedział, że wolą Boga jest, aby ludzie strzegli tej kuli, którą widzisz w pośrodku przestrzeni nieba, a która zwie się Ziemią.
Rozglądając się wokoło Scypion zauważył, że gwiazdy są kulami, które przewyższają rozmiarami Ziemię. Natomiast Ziemia wydawała mu się tak mała, że imperium rzymskie było ledwie widocznym punkcikiem. Starszy Scypion wytłumaczył wnukowi, że niebo składa się z dziewięciu sfer. Na samym dole jest Ziemia. Nad nią znajduje się sfera księżyca. Dalej mamy sfery Merkurego, Wenus, Słońca, Marsa, Jowisza i Saturna. Nad nimi rozpościera się niebo gwiaździste (stellatum), do którego należą wszystkie gwiazdy „stałe”, ponieważ ich położenie (w przeciwieństwie do pozostałych ciał, czyli „planet”) jest niezmienne. Poza niebem gwiaździstym wznosi się sfera, która zawiera wszystkie pozostałe. Jest to sam Bóg Najwyższy, który zamyka w sobie i ogarnia wszystko. Granicą między rzeczami wiecznymi a znikomymi jest księżyc.
Scypion słyszał też wokoło dźwięk, który jak wytłumaczył mu dziadek, był muzyką sfer niebieskich spowodowaną szybkimi obrotami wszechświata. Uszy ludzkie straciły wrażliwość i słuch jest najtępszym z waszych zmysłów (...) Uszy ludzkie nie mogą go schwycić, tak samo jak nie chcecie patrzeć w Słońce, którego promienie porażają wasz wzrok i zmysł widzenia.
Scypion Starszy tłumaczył dalej Młodszemu, że Ziemia jest oczywiście kulista. Dzieli się na pięć stref, z których dwie – arktyczna i antarktyczna – nie są zamieszkałe z powodu zimna. Między dwoma nadającymi się do zamieszkania strefami umiarkowanymi, rozciąga się strefa gorąca, nie zamieszkana wskutek żaru. Dlatego Antypodzi, ludzie którzy chodzą obróceni do was stopami i mieszkają w południowej strefie umiarkowanej, nie maja nic z Rzymianami wspólnego. Opisując geografię strefy północnej umiarkowanej, Scypion Starszy mówił między innymi o górach Kaukazu i rzece Ganges.
Przekonany przez przodków Scypion postanowił pójść w ich ślady, skoro dla tych, którzy dobrze zasłużyli się ojczyźnie, otwarte są niejako progi nieba. Otrzymał jeszcze pouczenie o tym, że wszystko dzieje się zgodnie z wolą Boga, który nie ma rodowodu, bo z niego rodzi się wszystko, sam zaś z niczego nie może wywieść swego istnienia, bo i nie byłoby początkiem to, co wywodziłoby się z czegoś innego, a skoro nigdy się nie rodzi, nie ginie też nigdy. Opowiadanie kończy się zniknięciem Scypiona Starszego i przebudzeniem Młodszego.

## Znaczenie

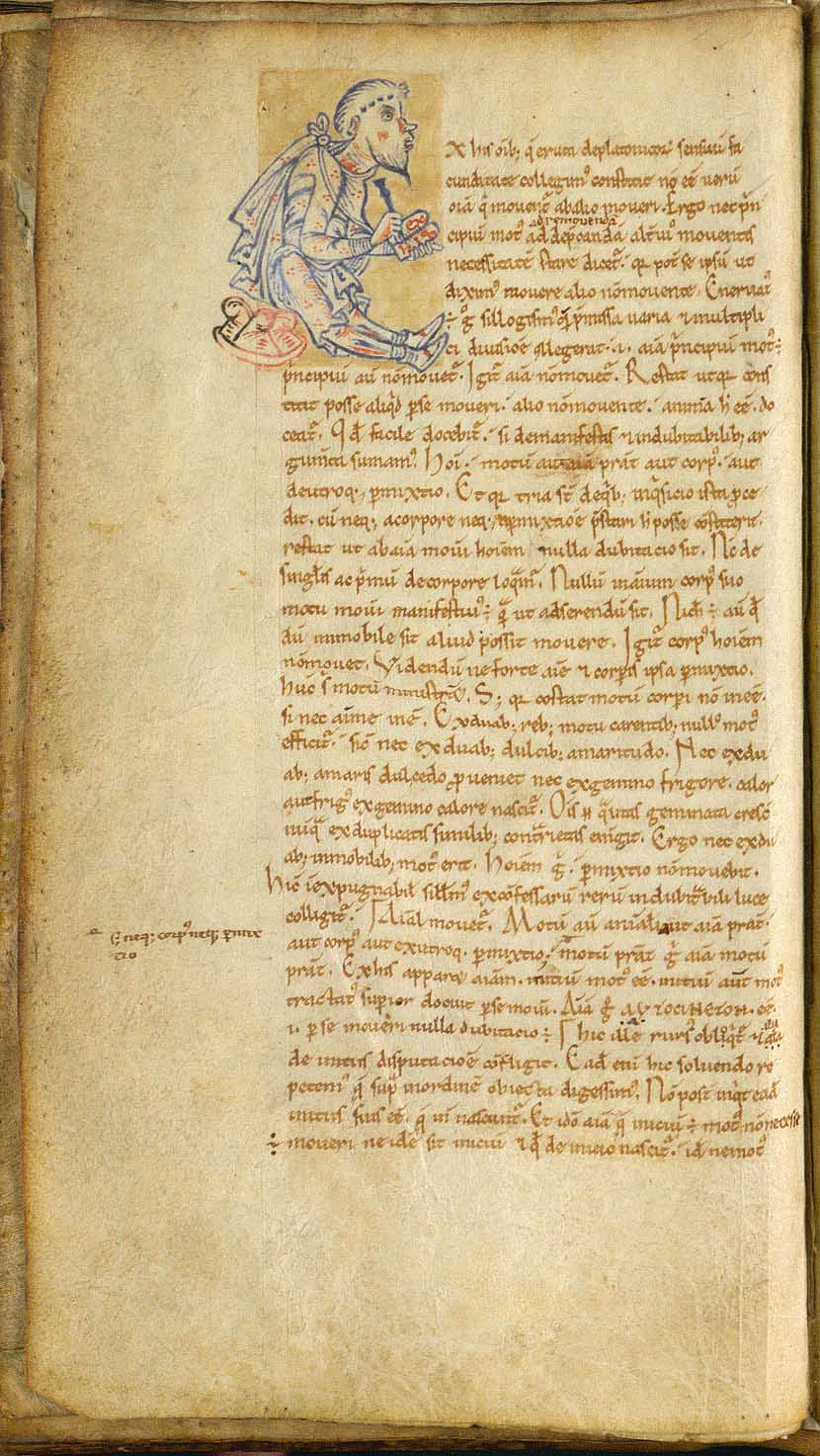
XII-wieczny rękopis Komentarza do Snu Scypiona Makrobiusza. Inicjał jest wyobrażeniem Makrobiusza lub Cycerona.

Sen Scypiona zachował się tylko dzięki komentarzowi, który napisał do niego w końcu IV wieku neoplatończyk Makrobiusz. Komentarz ten był powszechnie czytany w średniowiecznych szkołach. Dopiero XIX-wieczni uczeni wykazali niezbicie, że fragment zachowany u Makrobiusza był końcową częścią De re publica Cycerona. Przetrwało ponad 150 pełnych rękopisów komentarza Makrobiusza, gdyż dzieło to cieszyło się w średniowieczu wielkim poważaniem i wywierało długotrwały wpływ.
Pismo Cycerona oddziałało na literaturę patrystyczną. Jego wpływy są uchwytne m.in. u św. Ambrożego, św. Hieronima, Boecjusza oraz Grzegorza I Wielkiego. Komentarz do Snu Scypiona był jednym z podstawowych źródeł platonizmu średniowiecznego. W stuleciach następujących bezpośrednio po napisaniu Komentarza, znajomość jego nie była zbyt rozpowszechniona, chociaż był uważany za podręcznik matematyki i kosmografii. Za Karolingów, w wieku IX, osiągnął rangę autorytetu, natomiast w dwunastowiecznej szkole z Chartres był uważany za podstawowe dzieło filozoficzne i kosmograficzne. Za Makrobiuszem Cycerona cytują między innymi Jan Szkot Eriugena, Adelard z Bath, Bernard Silvestris, Alan z Lille czy Abelard.
W Polsce pierwszym, który ujawniał znajomość Snu Scypiona, był Wincenty Kadłubek. Jego Kronika wykazuje nie tylko zbieżności słowne z Cyceronem i Makrobiuszem, ale również pojęciowe, głównie w dziedzinie moralno-etycznej, a w mniejszym stopniu w zakresie kosmologii. Oddziaływanie Snu jest uchwytne w dziełach między innymi Jana z Ludziska, Jana Długosza, Jana z Dąbrówki, Macieja z Miechowa, Pawła z Krosna, Decjusza, Kopernika i Kochanowskiego.
W tekście Snu Scypiona znalazło się wiele motywów orfickich, pitagorejskich, a przede wszystkim platońskich. Z dzieł greckich wysnuł Cyceron artystyczną wizję modelu wszechświata, która oddziaływała między innymi na Dantego, Kolumba czy Kopernika, którzy na Sen Scypiona się powoływali. Literackie motywy snu i podróży przez sfery niebieskie, wzorowane na Cyceronie, występują często w literaturze europejskiej, np. w Powieści o Róży, u Chrétiena de Troyes, w Boskiej komedii czy u Chaucera. Równie często podejmowany był wątek wiecznej nagrody dla ludzi zasłużonych dla ojczyzny, jak w XII Pieśni z II Księgi Jana Kochanowskiego, która jest poetycką parafrazą tekstu Cycerona. Obraz Sen Scypiona namalował Rafael a operę z librettem opartym na nim (Sen Scypiona) skomponował Mozart. Dzieło Cycerona wywarło też wpływ na współczesną literaturę fantastycznonaukową oraz historyczną, a ostatnia oparta na nim powieść Iaina Pearsa ukazała się w 2002 roku. Na cześć Cycerona astronomowie nazwali jedną z planetoid jego imieniem – Cicero.
Tzw. mapy Makrobiusza, ilustrujące Sen Scypiona, występują w rękopisach począwszy od IX wieku. Pod pojęciem mapy Makrobiusza rozumieją badacze diagramy, których treścią jest podział powierzchni Ziemi na pięć stref (lub siedem, jeżeli strefę gorącą, przedzieloną rzeką – Oceanem, traktować jako trzy strefy). Cały znany i zamieszkały świat umieszczony został w tej koncepcji w jednej tylko strefie – północnej umiarkowanej (temperata habitabilis vel nostra). Na południowej półkuli odpowiednikiem jej jest strefa temperata habitabilis vel anteorum vel antipodum. Na ponad 150 znanych rękopisów Komentarza mapę zawiera dziewięćdziesiąt osiem kodeksów (dwa z IX w., cztery z X w., piętnaście z XI w., aż czterdzieści jeden z XII w., szesnaście z XIII w., dziewięć z XIV w. i jedenaście z XV w. – nie licząc inkunabułów). Pokazują one całą powierzchnię Ziemi, a nie wyłącznie obszary zamieszkałe – mapy Makrobiusza implikowały więc kulisty kształt Ziemi. Nauka ta przez całe średniowiecze miała swych zwolenników, choć aż do mniej więcej XIII wieku nosiła pewne piętno nieprawomyślności.
Zrozumienie Komentarza Makrobiusza i samego Snu Scypiona jest w ocenie historyków niezwykle ważne dla wyjaśnienia wielu późniejszych dzieł literackich i naukowych. Ukazują się kolejne wydania Komentarza oraz Snu, przygotowywane przez największych znawców literatury antycznej, zaopatrzone w obszerne wstępy i drobiazgowe przypisy.

### Wydania tekstu łacińskiego
- Macrobii Ambrosii Theodosii Opera Quae Supersunt...: Ciceronis Somnium .... Ludwig von Jan (wyd.). Kwedlinburg, Lipsk: 1848. [dostęp 2015-02-09]. (łac.). Wydanie tekstu Snu Scypiona w takim stanie, w jakim zachował się w komentarzu Makrobiusza.
- Macrobius: Commentary on the Dream of Scipio. William Harris Stahl (tł.). Nowy Jork: Columbia University Press, 1966. (łac. • ang.). Wydanie Snu w komentarzu Makrobiusza z tłumaczeniem angielskim.
- Marcus Tullius Cicero: Somnium Scipionis. W.D. Pearman (ed.). Cambridge: Cambridge University Press, 1883. [dostęp 2015-02-09]. (łac. • ang.). Podstawowe wydanie tekstu łacińskiego Snu Scypiona.

### Tłumaczenia polskie
Sen Scypiona był tłumaczony na język polski wielokrotnie – jako odrębny utwór albo jako fragment De re publica. Poniżej najważniejsze przekłady.
- Sen Młodego Scypiona, syna Scypiona Afrykańskiego. W: Pisma wierszem i prosą: oryginalne i tłómaczone Dyzmy Bończy Tomaszewskiego, Tom 1. Warszawa: Glücksberg, 1822, s. 216–219. (pol.).
- Sen Scypiona (Somnium Scipionis) z łacińskiego przełożył i uwagami objaśnił oraz poglądem historycznym na rozwój filozofii rzymskiej uzupełnił Henryk Sadowski. Warszawa: Gebethner i Wolf, 1871. (pol.).Sprawdź autora:1.
- Pisma krasomówcze i polityczne M. T. Cycerona. Erazm Rykaczewski (tł.). Poznań: Biblioteka Kórnicka, 1873, s. 113–123, seria: Dzieła M. T. Cycerona T. 6. (pol.).Sprawdź autora:1.
- Sen Scypiona. W: Wybór pism naukowych. Marian Plezia (opr.), Krystyna Wisłocka-Remerowa (tł.). Wrocław: Zakład Narodowy Imienia Ossolińskich, 1954, s. 324–329. ISBN 83-7316-826-5.
- Marek Tulliusz Cyceron: Sen Scypiona. Ignacy Wieniewski (tł.), Andrzej Obrębski (wst.). Łódź: Łódzkie Towarzystwo Naukowe, 1994. ISBN 83-85879-12-9. (pol.).
- Marek Tuliusz Cyceron: O państwie. O prawach. Iwona Żółtowska (tł.). Kęty: Wydawnictwo Antyk, 1999, s. 87–93. ISBN 83-911-750-3-0. (pol.). Komentarz tłumaczki: postanowiłam zejść z wydeptanej ścieżki i unikać wyrażeń, które w uszach starożytnika brzmią swojsko i znajomo (...) Posłuszna zasadom fonetyki i zasadzie mniejszego wysiłku postanowiłam uprościć pisownie imion własnych. Zostały radykalnie spolszczone, stąd „Tuliusz” przez jedno „l” (s. 6).

### Literatura
- Jerzy Strzelczyk: Makrobiusz w średniowieczu: przegląd nowych prac. Warszawa: Państwowe Wydawnictwo Naukowe, 1972, s. 147–157, seria: Studia Źródłoznawcze T. 17. [dostęp 2015-02-10]. (pol.).
- Manfred Wiedhorn: Dream. W: Dictionary of literary themes and motifs. Jean Charles Seigneuret (red.). Nowy Jork: Greenwood Press, 1988, s. 406–414. ISBN 978-0-31322-943-5. (ang.).
- Kazimierz Kumaniecki: Cyceron i jego współcześni. Warszawa: Czytelnik, 1989. ISBN 83-07-01455-7. (pol.).
- Clive Staples Lewis: Odrzucony obraz: wprowadzenie do literatury średniowiecznej i renesansowej. Kraków: Wydawnictwo Znak, 1995. ISBN 978-83-240-0992-3. (pol.).
- Ernst Robert Curtius: Literatura europejska i łacińskie średniowiecze. Kraków: Wydawnictwo Universitas, 1997. ISBN 83-7052-128-2. (pol.).
- Chris Baldick: Dream Vision. W: The Concise Oxford Dictionary of Literary Terms. Londyn, Nowy Jork: Oxford University Press, 2001, s. 72–73. ISBN 0-19-280118-X. (ang.).